# ギルバート・メレンデス
ギルバート・メレンデス（Gilbert Melendez、1982年4月12日 - ）は、アメリカ合衆国の男性総合格闘家。カリフォルニア州サンタアナ出身。元Strikeforce世界ライト級王者。元WEC世界ライト級王者。
カーリーヘアと遠距離からパンチを打ち込む独特のファイトスタイルが特徴。かつてはライト級の非UFC系で最強と言われていた。

## 来歴
幼い頃にハルク・ホーガンのプロレスを見て格闘技に興味を持ち、中学生の時にはUFCに熱中する。サンタアナ高校時代にレスリングを始め、友人のジェイク・シールズの紹介で総合格闘技を始める。サンフランシスコ州立大学在学中の2002年にプロデビュー。
2004年5月21日、WEC世界ライト級王座決定戦でオラフ・アルフォンソと対戦し、TKO勝ちを収め王座獲得に成功した。
2004年に修斗に参戦すると、高谷裕之、植松直哉らに勝利。
2005年8月20日、修斗で佐藤ルミナと対戦。首相撲からの膝蹴りで額から出血させ、TKO勝ちを収めた。
修斗の世界ランキングはライト級1位まで上り詰めるも、減量苦のため階級を70kg級に再転向することを表明。
2006年5月3日のHERO'Sミドル級（70kg）トーナメント1回戦で上山龍紀と対戦予定であったが、欠場となった。後に契約不履行によりK-1から提訴された。
2006年6月9日、カリフォルニア州で行われたStrikeforce世界ライト級タイトルマッチでクレイ・グイダと対戦し、2-1の判定勝ちを収め王座獲得に成功した。
2006年8月26日、PRIDE初出場となった『PRIDE 武士道 -其の十二-』では帯谷信弘をKO寸前に追い込み判定勝ち。試合後、帯谷の同門であり、メレンデスが以前から対戦を熱望していたPRIDEライト級王者・五味隆典への挑戦を改めて希望した。
2006年11月5日、PRIDE 武士道 -其の十三-で青木真也と対戦予定であったが、左肘頭の滑液包襄炎により欠場となった。青木の試合後にリングに上がり、青木の「大晦日メチャクチャ楽しい試合やろう。」という呼びかけに賛同したものの、大晦日の対戦は実現しなかった。
2006年12月31日、PRIDE 男祭り 2006では川尻達也と殴り合いを展開し、判定勝ち。この試合から所属がジェイク・シールズ・ファイティング・チームとなった。
2007年9月29日、Strikeforceで加藤鉄史と対戦し、判定勝ち。
2007年12月31日、やれんのか! 大晦日! 2007で石田光洋と対戦し、判定負け。キャリア14戦目で初黒星となった。
2008年2月13日に開催されたDREAM開催発表記者会見では、ライト級グランプリ出場予定選手として発表されたが、欠場となった。
2008年6月27日、Strikeforce: Melendez vs. ThomsonのStrikeforce世界ライト級タイトルマッチで挑戦者ジョシュ・トムソンと対戦。テイクダウンの数、グラウンドでのポジショニングで上回られ、0-3の判定負けを喫し王座陥落した。
2009年4月11日、Strikeforce: Shamrock vs. DiazのStrikeforce世界ライト級暫定王座決定戦でホドリゴ・ダムと対戦。右ストレートでダウンを奪い、パウンドによるKO勝ちを収め王座獲得に成功した。当初はトムソンとの再戦となるライト級タイトルマッチが予定されていたが、トムソンの負傷により暫定王座戦となった。
2009年8月15日、Strikeforce: Carano vs. CyborgのStrikeforce世界ライト級暫定タイトルマッチで挑戦者石田光洋と再戦し、TKO勝ちにより王座を防衛し、1年8か月ぶりの再戦でリベンジに成功した。
2009年12月19日、Strikeforce: EvolutionでStrikeforce世界ライト級正王者ジョシュ・トムソンと王座統一を賭けて再戦。全体的に攻勢に出て3-0の判定勝ちを収め王座統一に成功した。
2010年4月17日、Strikeforce: Nashvilleでの初防衛戦でDREAMライト級王者・青木真也との現役王者対決を行い、鼻血を出させるなど終始圧倒し、青木の18度のテイクダウンを全て切り、3-0の判定勝ちを収め初防衛に成功した。
2011年2月にStrikeforceと複数年契約を更新したことが発表された。
2011年4月9日、1年ぶりの復帰戦となったStrikeforce: Diaz vs. DaleyのStrikeforce世界ライト級タイトルマッチで挑戦者川尻達也と対戦し、終始圧倒しTKO勝ちを収め2度目の防衛に成功した。
2011年12月17日、Strikeforce: Melendez vs. MasvidalのStrikeforce世界ライト級タイトルマッチで挑戦者ホルヘ・マスヴィダルと対戦し、3-0の判定ちを収め3度目の防衛に成功した。
2012年5月19日、Strikeforce: Barnett vs. CormierのStrikeforce世界ライト級タイトルマッチで挑戦者ジョシュ・トムソンとラバーマッチで対戦し、2-1の判定勝ちを収め4度目の王座防衛に成功した。

### UFC
2013年4月20日、Strikeforce統合によりUFC初出場となったUFC on FOX 7で行われたUFC世界ライト級タイトルマッチで王者ベン・ヘンダーソンに挑戦し、1-2の判定負けを喫し王座獲得に失敗した。
2013年10月19日、UFC 166でディエゴ・サンチェスと対戦し、壮絶な打ち合いを繰り広げて3-0の判定勝ち。ファイト・オブ・ザ・ナイトを受賞した。
2013年10月23日、シーザー・グレイシーよりブラジリアン柔術黒帯を授与された。
2014年、The Ultimate Fighterのシーズン20でアンソニー・ペティスと共にそれぞれのチームのコーチを務めた。2014年12月6日、コーチ対決としてUFC 181でUFC世界ライト級王者アンソニー・ペティスに挑戦し、ギロチンチョークでキャリア初の一本負けを喫し王座獲得に失敗した。
2015年6月13日、UFC 188でライト級ランキング9位のエディ・アルバレスと対戦し、1-2の判定負け。試合後に受けた薬物検査でテストステロン代謝物の陽性反応が出たため、1年間の試合出場停止処分が科された。
2016年7月23日、1年1か月ぶりの復帰戦となったUFC on FOX 20でライト級ランキング6位のエジソン・バルボーザと対戦し、0-3の判定負け。
2017年9月9日、フェザー級転向初戦となったUFC 215でフェザー級ランキング8位のジェレミー・スティーブンスと対戦し、0-3の判定負け。敗れはしたものの、ファイト・オブ・ザ・ナイトを受賞した。
2019年7月6日、UFC239でアーノルド・アレンと対戦し、0-3の判定負け。5連敗となった。
2019年11月11日、UFCからリリースされた。
2020年7月27日、米国アンチドーピング機関（USADA）が、2019年10月16日に実施されていた抜き打ち検査でメレンデスからGHRP-6とその代謝物の陽性反応が検出されていた事および、メレンデスがUFCリリース後に行われた検査であるためUSADAに検査権限は無く検査結果は無効だとして、USADAに対して行っていた異議申し立てについて、独立仲裁人が2年間資格停止の裁定を下した事を発表した。リリースしたことをUFCがUSADAおよびメレンデス本人に11月6日まで知らせず、検査対象リストからも12月5日まで除外されなかったため、リリース後に抜き打ち検査が実施されていた。

## 人物・エピソード
- 妻ケリアンはプロのムエタイ選手であり、4戦3勝の記録を持つ。また、プロキックボクシングやプロ総合格闘技にも出場しており、2010年には彼女との間に娘を儲けている。

## 戦績

### 総合格闘技
| 総合格闘技 戦績 | 総合格闘技 戦績 | 総合格闘技 戦績 | 総合格闘技 戦績 | 総合格闘技 戦績 | 総合格闘技 戦績 | 総合格闘技 戦績 |
| --------------- | --------------- | --------------- | --------------- | --------------- | --------------- | --------------- |
| 30 試合         | (T)KO           | 一本            | 判定            | その他          | 引き分け        | 無効試合        |
| 22 勝           | 11              | 1               | 10              | 0               | 0               | 0               |
| 8 敗            | 0               | 1               | 7               | 0               | 0               | 0               |

| 勝敗 | 対戦相手                   | 試合結果                            | 大会名                                                                       | 開催年月日     |
| ×    | アーノルド・アレン         | 5分3R終了 判定0-3                   | UFC 239: Jones vs. Santos                                                    | 2019年7月6日   |
| ×    | ジェレミー・スティーブンス | 5分3R終了 判定0-3                   | UFC 215: Nunes vs. Shevchenko 2                                              | 2017年9月9日   |
| ×    | エジソン・バルボーザ       | 5分3R終了 判定0-3                   | UFC on FOX 20: Holm vs. Shevchenko                                           | 2016年7月23日  |
| ×    | エディ・アルバレス         | 5分3R終了 判定1-2                   | UFC 188: Velasquez vs. Werdum                                                | 2015年6月13日  |
| ×    | アンソニー・ペティス       | 2R 1:53 ギロチンチョーク            | UFC 181: Hendricks vs. Lawler 2 【UFC世界ライト級タイトルマッチ】            | 2014年12月6日  |
| ○    | ディエゴ・サンチェス       | 5分3R終了 判定3-0                   | UFC 166: Velasquez vs. dos Santos 3                                          | 2013年10月19日 |
| ×    | ベン・ヘンダーソン         | 5分5R終了 判定1-2                   | UFC on FOX 7: Henderson vs. Melendez 【UFC世界ライト級タイトルマッチ】       | 2013年4月20日  |
| ○    | ジョシュ・トムソン         | 5分5R終了 判定2-1                   | Strikeforce: Barnett vs. Cormier 【Strikeforce世界ライト級タイトルマッチ】   | 2012年5月19日  |
| ○    | ホルヘ・マスヴィダル       | 5分5R終了 判定3-0                   | Strikeforce: Melendez vs. Masvidal 【Strikeforce世界ライト級タイトルマッチ】 | 2011年12月17日 |
| ○    | 川尻達也                   | 1R 3:14 TKO（グラウンドの肘打ち）   | Strikeforce: Diaz vs. Daley 【Strikeforce世界ライト級タイトルマッチ】        | 2011年4月9日   |
| ○    | 青木真也                   | 5分5R終了 判定3-0                   | Strikeforce: Nashville 【Strikeforce世界ライト級タイトルマッチ】             | 2010年4月17日  |
| ○    | ジョシュ・トムソン         | 5分5R終了 判定3-0                   | Strikeforce: Evolution 【Strikeforce世界ライト級王座統一戦】                 | 2009年12月19日 |
| ○    | 石田光洋                   | 3R 3:56 TKO（パウンド）             | Strikeforce: Carano vs. Cyborg 【Strikeforce世界ライト級暫定タイトルマッチ】 | 2009年8月15日  |
| ○    | ホドリゴ・ダム             | 2R 2:02 KO（右ストレート→パウンド） | Strikeforce: Shamrock vs. Diaz 【Strikeforce世界ライト級暫定王座決定戦】     | 2009年4月11日  |
| ×    | ジョシュ・トムソン         | 5分5R終了 判定0-3                   | Strikeforce: Melendez vs. Thomson 【Strikeforce世界ライト級タイトルマッチ】  | 2008年6月27日  |
| ○    | ゲイブ・レムリー           | 2R 2:18 TKO（パウンド）             | Strikeforce: Shamrock vs. Le 【Strikeforce世界ライト級タイトルマッチ】       | 2008年3月29日  |
| ×    | 石田光洋                   | 2R（10分/5分）終了 判定0-3          | やれんのか! 大晦日! 2007                                                     | 2007年12月31日 |
| ○    | 加藤鉄史                   | 5分3R終了 判定3-0                   | Strikeforce: Playboy Mansion                                                 | 2007年9月29日  |
| ○    | 川尻達也                   | 2R（10分/5分）終了 判定3-0          | PRIDE 男祭り 2006 -FUMETSU-                                                  | 2006年12月31日 |
| ○    | 帯谷信弘                   | 2R（10分/5分）終了 判定3-0          | PRIDE 武士道 -其の十二-                                                      | 2006年8月26日  |
| ○    | クレイ・グイダ             | 5分5R終了 判定2-1                   | Strikeforce: Revenge 【Strikeforce世界ライト級タイトルマッチ】               | 2006年6月9日   |
| ○    | ハリス・サリエント         | 2R 0:44 ギブアップ（パウンド）      | Strikeforce: Shamrock vs. Gracie                                             | 2006年3月10日  |
| ○    | 佐藤ルミナ                 | 1R 1:32 TKO（額のカット）           | 修斗 ALIVE ROAD                                                              | 2005年8月20日  |
| ○    | 植松直哉                   | 2R 4:30 TKO（左眉のカット）         | 修斗                                                                         | 2005年5月4日   |
| ○    | 高谷裕之                   | 5分3R終了 判定3-0                   | 修斗 15th Anniversary                                                        | 2004年12月14日 |
| ○    | カイナン・カク             | 2R 3:58 TKO（パウンド）             | Rumble on the Rock 6                                                         | 2004年11月20日 |
| ○    | オラフ・アルフォンソ       | 3R 4:54 TKO（パンチ連打）           | WEC 10: Bragging Rights 【WEC世界ライト級王座決定戦】                        | 2004年5月21日  |
| ○    | ステファン・パーリング     | 2R 4:56 TKO（マウントパンチ）       | Rumble on the Rock 4                                                         | 2003年10月10日 |
| ○    | ジェフ・ホウグランド       | 2R 2:05 TKO（パンチ連打）           | WEC 6: Return of a Legend                                                    | 2003年3月27日  |
| ○    | ゲイリー・クアン           | 1R 4:37 TKO（マウントパンチ）       | WEC 5: Halloween Fury                                                        | 2002年10月18日 |

### グラップリング
| 勝敗 | 対戦相手                 | 試合結果     | 大会名                             | 開催年月日     |
| ×    | ハニ・ヤヒーラ           | ポイント2-12 | トーナメント・オブ・プロズ         | 2006年4月15日  |
| ×    | ヴァグネイ・ファビアーノ | ポイント0-2  | グラップラーズ・クエスト 【1回戦】 | 2005年11月12日 |

## 獲得タイトル
- 第2代WEC世界ライト級王座（2004年）
- 第2代Strikeforce世界ライト級王座（2006年）
- Strikeforce世界ライト級暫定王座（2009年）
- 第4代Strikeforce世界ライト級王座（2009年）

## 表彰
- UFC ファイト・オブ・ザ・ナイト（2回）
- スポーツ・イラストレイテッド ラウンド・オブ・ザ・イヤー（2009年/ジョシュ・トムソン戦）

## 出演
- ドラゴン・アイズ（英語版）（2012年）